# Eva Santamaría
Pour les articles homonymes, voir Santamaria (homonymie).
Eva Santamaría, nom de scène d'Eva María Delgado Macías (née le 18 octobre 1971 à El Puerto de Santa María) est une chanteuse et actrice espagnole.

## Biographie
La chanteuse passe une partie de son enfance en France, son père est ouvrier dans les chantiers navals français. Adolescente, la famille rentre en Espagne, elle commence à suivre des cours de chant avec son mentor, García Tejera.
À 14 ans, elle participe à son premier concours musical, sur Radio Rota. Elle participe aux télécrochets télévisés Gente joven (victoire en 1988), El salero (1991) et Las coplas. Elle collabore à plusieurs disques de copla avec d'autres artistes et présente son propre programme radio.
En 1992, le journaliste Carlos Toro Montoro la remarque et lui fait enregistrer un album à Los Angeles. Il lui écrit la chanson Hombres, qu'il présente à TVE pour participer au Concours Eurovision de la chanson 1993. TVE la retient lors d'une sélection interne. Elle est la toute première chanson de l’histoire du concours à faire mention explicite du mot sexe dans ses paroles. À la fin des votes, elle obtient 58 points et finit à la 11e place sur vingt-cinq participants.
Après le concours, Eva ne poursuit pas sa carrière musicale dans l'industrie, en partie à cause de désaccords avec son manager, et oriente sa carrière vers le théâtre et la copla. Elle est membre du jury espagnol de l'Eurovision à deux reprises (1997 et 2002).
Au théâtre, elle monte trois spectacles musicaux avec Máximo Valverde, avec qui elle fait une tournée en Espagne entre 2006 et 2009. Elle a de nombreuses collaborations artistiques avec Canal Sur. En 2001, elle apparaît dans l'émission de télévision ¿Dónde estás corazón? pour une confrontation avec Charo Reina. En 2018, elle se produit à la Marche des fiertés de Madrid.

## Discographie
Albums
- Desnúdame (1989)
- Eva Santamaría (1991)
- Señorita (1992)
- A Buen Puerto (1993)

Singles
- Señorita (1990)
- Esto Es Amor (1993)
- Hombres (1993)
- Ojos Azules (1993)
- Gitana Pura (1993)